# Tatort: Ein Wodka zuviel
Ein Wodka zuviel ist ein Fernsehfilm aus der Kriminalreihe Tatort der ARD und des ORF. Der Film wurde vom Norddeutschen Rundfunk produziert und am 6. März 1994 erstmals ausgestrahlt. Es handelt sich um die Tatort-Folge 288. Für den Kriminalhauptkommissar Paul Stoever (Manfred Krug) ist es der 21. Fall. Für seinen Kollegen Peter Brockmöller (Charles Brauer) ist es der 18. Fall, in dem er ermittelt.

## Handlung
Ein Obdachloser wird ungewollt Zeuge eines Mordes. Er beobachtet, wie mitten in der Nacht zwei Russen auf einer Baustelle einen Mann mit einer Drahtschlinge erdrosseln, und verständigt die Polizei. Als erstes suchen Stoever und Brockmöller die Firma „Petrimex“ auf, zu der das Baustellengelände gehört. Sie erfahren vom Firmeninhaber Nikita Gurganov, dass der Tote bei ihm angestellt war. Daher erfahren sie Namen und Adresse des Opfers und sehen sich in dessen Wohnung um. Stoever, der des Russischen mächtig ist, entdeckt eine russische Polizeiplakette, was Brockmöller zu der Vermutung veranlasst, dass das Opfer jemandem auf der Spur gewesen sein könnte und daraufhin umgebracht wurde.
Die Nachfrage auf dem russischen Generalkonsulat führt Brockmöller zu Jevgeni Kossov. Er erkennt auf einem Foto den Toten als seinen Partner Igor Ragov. Er berichtet von einer organisierten Schmugglerbande, die in Hamburg rege Geschäfte betreibt, vorwiegend bei der Verschiebung von Bargeld. Einer der Hauptakteure wäre Nikita Gurganov, der früher sogar beim KGB gearbeitet hätte. Er und sein Kollege wären deshalb nach Hamburg geschickt worden, um diesen Ring zu zerschlagen.
Als Stoever, da er auf der Suche nach einer neuen Wohnung ist, die Maklerin Lea Richter kennen lernt, erfährt er, dass sie mit dem Rechtsanwalt Reinhard Schwinger zusammenlebt. Dieser wird derzeit von ihrem Kollegen Wenzel und seiner Abteilung observiert, da er im Verdacht steht, in großem Maße illegal mit Zigaretten zu handeln. Stoever ist der Name bei seinem Besuch bei „Petrimex“ bereits aufgefallen, da Schwinger Teilhaber dieser Firma ist. Damit ist den Ermittlern klar, dass ihr Mordopfer den Schmugglern auf der Spur war und diese ihn somit liquidiert haben dürften. Um das zu beweisen, setzen sie ihren neuen Kollegen Lukas Thorwald ein, damit er Jevgeni Kossov beschattet. Als sich dieser im Hafen auf einem Schiff umsieht, gerät er mit Leonid Tschernych, einem Mitarbeiter von Nikita Gurganov, in einen Schusswechsel. Thorwald kann Tschernych verhaften. Auch den Zivilbeamten gelingt ein erster Erfolg bei ihrem Ziel, den Schmugglerring zu zerschlagen.
Stoever feiert mit seinen Kollegen und der Vermieterin Lea Richter, die ebenfalls in dem Gebäude wohnt, den Einzug in seine neue, komfortable Wohnung. Nach dem üppigen Essen trinkt er allerdings einen Wodka zu viel. Am nächsten Morgen findet er Lea Richter erwürgt am Boden liegend, dazu Fotos von ihm und seiner Vermieterin in delikaten Posen. Umgehend ruft er Brockmöller an, der sich sofort mit Wenzel in Verbindung setzt, der immer noch das Haus observiert. So erfahren die Ermittler, dass Nikita Gurganov mitten in der Nacht im Haus gewesen ist. Stoever will diesen zur Rede stellen und fährt zur Firma „Petrimex“, wo er den Gesuchten zwar antrifft, aber nicht aufhalten kann. Gurganov versteckt sich im Lagerbereich der Firma, wo er auch eine Waffe versteckt hält. Damit schießt er auf Stoever und nimmt ihn als Geisel. Brockmöller und Jevgeni Kossov folgen Stoever und belagern derweil das Gelände. Sie rufen das SEK zu Hilfe, als sie merken, dass ihr Kollege in großer Gefahr ist. Kossov gelingt es mit einem Trick, Gurganov zu überlisten, der festgenommen wird. Stoever hatte sich die ganze Zeit mit seinem Geiselnehmer unterhalten, sodass er sicher ist, dass er die beiden Morde nicht begangen hat. Das war sein Firmenpartner Reinhard Schwinger, dem Stoever ein vorgefertigtes Geständnis vorlegt und von dem er sicher ist, dass er es in Kürze unterzeichnen wird. Stoever weiß, dass Lea Richter sich von Schwinger trennen, er das aber um keinen Preis zulassen wollte. Für den Mord an Igor Ragov gelingt es den Ermittlern, zwei LKW-Fahrer von Schwinger mithilfe des Obdachlosen, der den Toten gefunden hatte, als Täter zu identifizieren.
Jevgeni Kossov fliegt zurück nach St. Petersburg, da mit der Zerschlagung der Schmugglerbande sein Auftrag in Deutschland nun erledigt ist.

## Hintergrund
In dieser Episode, wird der Dorfpolizist Lukas Thorwald (Mark Keller) von Stoever als Ersatz für Meier 2 als Ermittlerassistent nach Hamburg geholt. Stoever waren dessen Fähigkeiten als Ermittler in der Episode Um Haus und Hof positiv aufgefallen.

## Rezeption

### Einschaltquote
Bei seiner Erstausstrahlung am 6. März 1994 hatte Ein Wodka zuviel 10,45 Millionen Zuschauer, was einem Marktanteil von 30,10 % entspricht.

### Kritik
TV Spielfilm befand: „Nicht ganz so hochprozentig wie gewohnt“. Der unrasierte und besoffene Manfred Krug „ist auch schon der größte Reiz an diesem allzu vordergründig aufgezogenen Fall um die Gefahr aus dem Osten, der außer markigen Sprüchen wenig zu bieten hat“.